# Buonabitacolo
Buonabitacolo község (comune) Olaszország Campania régiójában, Salerno megyében.

## Fekvése
A Vallo di Diano egyik települése. Határai: Montesano sulla Marcellana, Padula, Sanza és Sassano.

## Története
Buonabitacolót 1333-ban alapította a padulai karthauzi kolostor is építtető Tommaso Sanseverino, Marsico grófja. Az Anjou Róbert által is aláírt alapító okirat biztosította, hogy a település a középkorban a család birtoka maradjon. 1407-ben II. Lajos nápolyi király megfosztotta a családot birtokaitól, mivel az ellene irányuló lázadást támogatták. Buonabitacolo területét Russo de Specchio admirális kapta meg. 1645-ig többször is tulajdonost cserélt. Ekkor Padula és Buonabitacolo területét az akkori földesúr, Diego Avalos a karthauzi kolostornak ajándékozta. Csak a 19. század elején a feudalizmus felszámolásával a Nápolyi Királyságban, lett önálló település.

## Népessége
A népesség számának alakulása:

## Főbb látnivalói
- a barokk stílusban épült Santissima Annunziata-templom